# Soledad Rodríguez Pérez
Soledad de la Cruz, cuyo nombre secular era Soledad Rodríguez Pérez (Zamora, 1 de febrero de 1904 - Madrid, 28 de octubre de 1965) fue una religiosa española fundadora de la «Congregación de Misioneras del Divino Maestro» junto a Francisco Blanco Nájera.

## Vida

### Primeros años
A los cinco se trasladó a vivir a Madrid tras el fallecimiento de su padre, donde asiste al Colegio de las Huérfanas de la Beata María Ana de Jesús. Con 16 años ingresa en las Escolapias, siendo consagrada en 1929. Trabajó como profesora en el Colegio de Santa Victoria en Córdoba. 

### Fundadora
En esta ciudad coincide con Francisco Blanco Nájera, fundando entre ambos la «Congregación de Misioneras del Divino Maestro» en 1944. Al año siguiente, abrió el primer colegio en Baza, con la ayuda del obispo de Guadix, Rafael Álvarez Lara. Posteriormente fundó colegios en Venezuela, Congo, Francia, Alemania y Colombia. Con una salud muy debilitada murió el 28 de octubre de 1965, reposando sus restos junto a los del obispo Blanco Nájera en la Casa Noviciado de Orense, que ella había inaugurado en 1964.
- Datos: Q6131523